# 皇家哲學院
皇家哲學院（英文：Royal Institute of Philosophy），是英國一個哲學團體，成立於1925年，專門教授哲學課程、舉辦學術會議，亦定期出版期刊。皇家哲學院成立目的為推廣哲學，教育廣大市民。皇家哲學院總部於倫敦，分部位於包括格拉斯哥、伍爾弗漢普頓、伯明翰在內的英國各地。